# حسين أباد حاجي علي نقي (حومة دامغان)
حسین أباد حاجي علي نقي (بالفارسية: حسین‌آباد حاجی علی‌نقی) هي منطقة سكنية تقع في إيران في منطقة مركزية ريفية. يقدر عدد سكانها بـ 193 نسمة بحسب إحصاء 2016.